# 二十五日様
二十五日様（にじゅうごにちさま）は、旧暦1月24日から3日間行われる神津島の物忌の神事、風習である。現在では三日目は省略されつつある。

## 解説

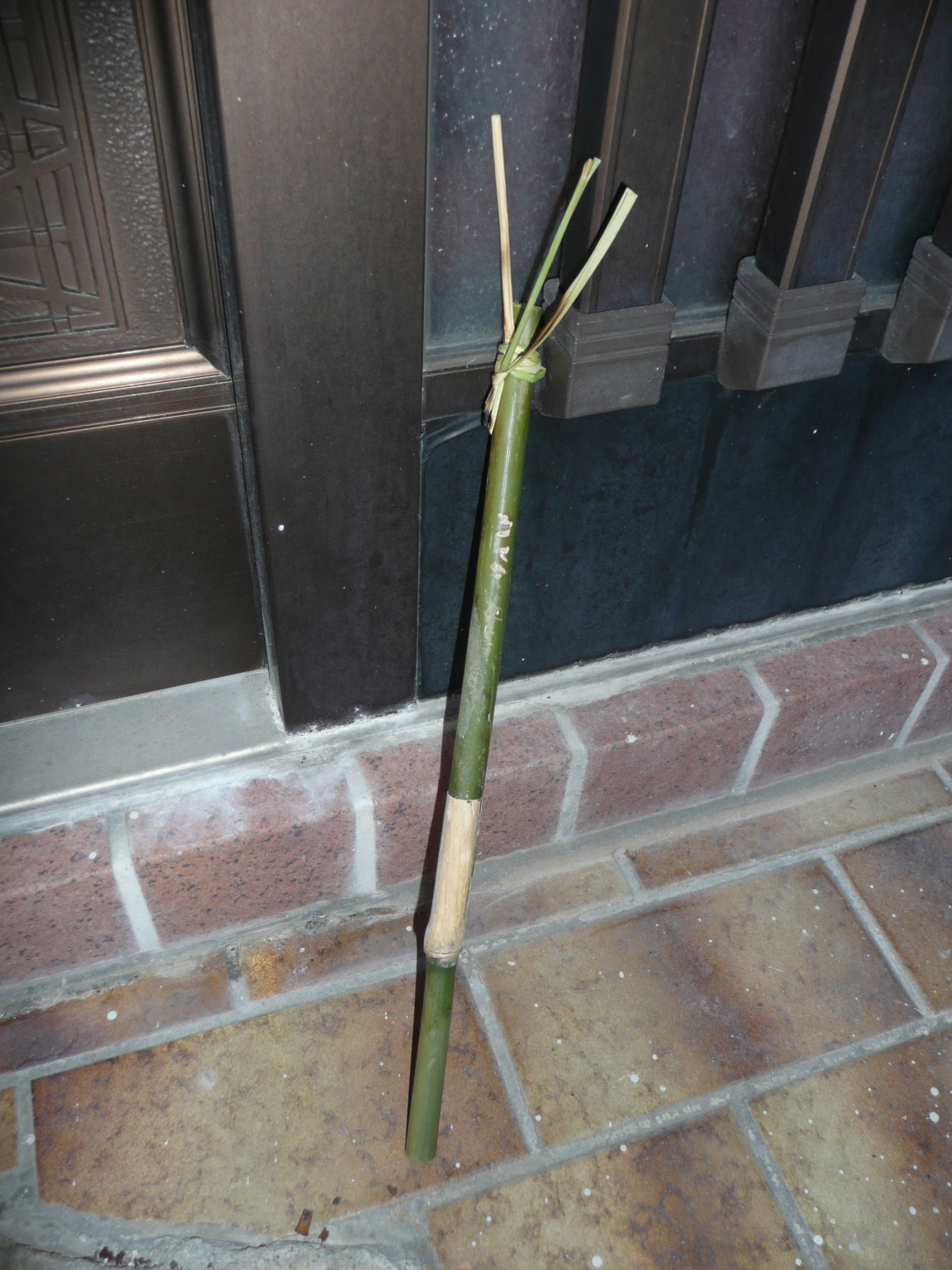
イボジリ

神事では24日朝から魔除けのイボジリ(竹の先端に稲藁を巻き付け燻す)を80本ほど製作し境内の鳥居や社殿・末社などの戸口にお供えし日没後の闇夜に宮司他の神職が集まり、一同でイボジリをお供えした物忌奈命神社境内各所で拝礼したのち、前浜港の龍神宮前・汀に祭場を築いて拝礼する。その後、一同は村内の主要な道祖神を巡拝し解散するが、途中誰かに会わないようにすることと無言を通すこと、振り返らないことを厳格に守らなければならない。当日早朝から島民は物忌に入り、仕事はもちろん、外出も控えることとされている。この神事は海からの神迎え(猿田彦神？)の儀式であると考えられ、古くは似た行事が伊豆諸島の他島でも行われたという。
江戸期、伊豆大島の若者が圧政を敷く悪代官を殺害し南下しつつ各島に匿ってもらおうとしたが火の粉が降りかかることを恐れた各島で断られついに全員溺死しその怨霊が云々や、その悪代官自身の怨霊が二十五日様の期間中集落を徘徊する等が複雑に絡み合って言い伝えられているが神事に於ける物忌を徹底するための怨霊伝説が独り歩きしているようである。